# Třída Miranda
Třída Miranda je ve sci-fi a fiktivních, seriálech, filmech, knihách, komiksech ze Star Treku  třída hvězdných lodí, které byly ve 23. st. a 24. st. využívány Hvězdnou flotilou Spojené Federace Planet.
Přijatá do služby kolem roku 2245, a kolem roku 2270 výroba ukončena.
Jedná se o menší a méně výkonný protějšek lodí třídy Constitution, které sloužily především k zásobováním, hlídání hranic a kolonií. Řadí se mezi torpédoborce a lehké křižníky.

## Popis a specifikace
Menší rozměry těchto lodí znamenaly i menší komfort pro posádku, omezené vědecké i diplomatické vybavení, to jim však nikterak nebránilo plnit plnohodnotné a dlouhodobé mise, především výzkumné a objevné. Nízké nároky, na výrobu a dostatečné vyzbrojení, z ní učinily ve své době hlavní páteř flotily.
- Délka / Šířka / Výška / Hmotnost - 237, 62 m / 141, 75 m / 57, 29 m / 380 000 tun
- Počet palub / Počet členů posádky - 12 / 120
- Maximální cestovní rychlost / Maximální bezpečná rychlost (pozn. uvedena TOS warp rovnicí před TNG  warp rovnicí) - 5,9 / 8,8 (po 12 hodinách)
- Výzbroj / Obrana - 6 phaserových emitorů, třídy VI, celkový výkon 3 000 TW a 2 fotonové torpédomety druhé třídy + 40 torpéd / standardní monotaniový jednoduchý trup a standardní systém štítu, o výkonu 270 000 TJ

## Upravené verze
Stejně tak jako třída Constitution, tak i Miranda od 70. let 23. st. byly přestavovány na víceúčelové a zároveň  modernizovány, tzv. refit, jež prodloužilo životnost o více než 100 let.
Avšak brzy se ukázala nízká rychlost a omezené vybavení, ale i komfort pro posádku, že tyto lodě budou sloužit spíše pro ochranu hranic a podporu flotily během válečných konfliktů, jak se během Dominionských válek ukázalo.

### Specifikace
- Délka / Šířka / Výška / Hmotnost - 237, 62 m / 141, 75 m / 57, 29 m / 410 000 Tun
- Počet palub / Počet členů posádky - 12 / 100
- Maximální cestovní rychlost / Maximální bezpečná rychlost (pozn. uvedena TOS warp rovnicí před TNG  warp rovnicí) - 8,9 / 12 (po 2 hodinách)
- Výzbroj / Obrana - 14 phaserových emitorů, třídy VI, celkový výkon 7 350 TW a 4 phaserové banky, třídy VII, celkový výkon 2 200 TW. 4 fotonové torpédomety druhé třídy + 160 torpéd / standardní duraniový jednoduchý trup a standardní systém štítu, o výkonu 650 000 TJ

## Známé lodi této třídy
- USS Antares (NCC-9844)
- USS Brattain (NCC-21166)
- USS Lantree (NCC-1837)
- USS Majestic (NCC-31060)
- USS Nautilus (NCC-31910)
- USS Reliant (NCC-1864)
- USS Saratoga (NCC-1887)
- USS Saratoga (NCC-31911)
- USS ShirKahr (NCC-31905)
- USS Sitak
- USS Tian An Men (NCC-21832)
- USS Trial (NCC-1948)